# Élection présidentielle autrichienne de 1951
L’élection présidentielle autrichienne de 1951 (Bundespräsidentenwahl in Österreich 1951) s'est tenue en Autriche le 6 mai 1951 et le 27 mai 1951, en vue d'élire le président fédéral pour un mandat de six ans. Il s'agit de la première élection du chef de l'État au suffrage universel.
Le social-démocrate Theodor Körner, maire de Vienne, a été élu au second tour avec 52 % des suffrages face à Heinrich Gleißner, gouverneur de Haute-Autriche.

## Contexte
Après la fin de la Seconde Guerre mondiale et la chute du Troisième Reich, un gouvernement provisoire est mis en place en Autriche. Karl Renner, ancien chancelier fédéral de 1918 à 1920, repris le poste le 27 avril 1945. Le 29 avril, il est nommé président fédéral par le conseil national. 
Renner meurt le 31 décembre 1950, quelques mois avant l'élection présidentielle. C'est le chancelier Leopold Figl qui assure l’intérim.

## Résultats
|                          |                          |                                   | Premier tour | Premier tour | Second tour | Second tour |
| ------------------------ | ------------------------ | --------------------------------- | ------------ | ------------ | ----------- | ----------- |
| Inscrits                 | Inscrits                 | Inscrits                          | 4 513 597    |              | 4 513 597   |             |
| Abstentions              | Abstentions              | Abstentions                       | 143 023      | 3,17 %       | 140 403     | 3,11 %      |
| Votants                  | Votants                  | Votants                           | 4 370 574    | 96,83 %      | 4 373 194   | 96,89 %     |
|                          |                          |                                   |              |              |             |             |
| Bulletins enregistrés    | Bulletins enregistrés    | Bulletins enregistrés             | 4 370 574    |              | 4 373 194   |             |
| Bulletins blancs ou nuls | Bulletins blancs ou nuls | Bulletins blancs ou nuls          | 72 227       | 1,65 %       | 188 241     | 4,3 %       |
| Suffrages exprimés       | Suffrages exprimés       | Suffrages exprimés                | 4 298 347    | 98,35 %      | 4 184 953   | 95,7 %      |
|                          |                          |                                   |              |              |             |             |
|                          | Candidat                 | Parti                             | Suffrages    | Pourcentage  | Suffrages   | Pourcentage |
|                          | Heinrich Gleißner        | Parti populaire autrichien        | 1 725 451    | 40,14 %      | 2 006 322   | 47,94 %     |
|                          | Theodor Körner           | Parti social-démocrate d'Autriche | 1 682 881    | 39,15 %      | 2 178 631   | 52,06 %     |
|                          | Burghard Breitner        | Fédération des Indépendants       | 662 501      | 15,41 %      |             |             |
|                          | Gottlieb Fiala           | Parti communiste d'Autriche       | 219 969      | 5,12 %       |             |             |
|                          | Johannes Ude             | Indépendant                       | 5 413        | 0,13 %       |             |             |
|                          | Ludovica Hainisch        | Indépendant                       | 2 132        | 0,05 %       |             |             |